# De Vereeniging of Borgercompagnie-Oostkant
De Vereeniging of Borgercompagnie-Oostkant is een voormalig waterschap in de Nederlandse provincie Groningen.
De polder lag ten westen van Veendam bij Tripscompagnie, tussen de Borgercompagnieweg de Tripscompagnieweg. De noordgrens lag ongeveer 1 km noordelijk van de Nieuweweg, de zuidgrens ongeveer 1½ km zuidelijk daarvan. De molen van het schap sloeg uit op een van de noordelijke wijken van het Borgercompagniesterdiep.
In 1921 kreeg het schap de naam de Borgercompagnie-Oostkant.
Waterstaatkundig gezien ligt het gebied sinds 2000 binnen dat van het waterschap Hunze en Aa's.